# 江口一雄
江口 一雄（えぐち かずお、1937年（昭和12年）9月25日 - 2014年（平成26年）11月27日）は、日本の政治家、教育者。衆議院議員（当選3回）。自民党副幹事長、防衛政務次官、運輸政務次官、衆議院厚生委員長、自民党商工部会長、学校法人八千代松陰学園理事長（事実上の創立者、創業者）、千葉県神社総代会長、日本会議千葉会長などを歴任。

## 経歴
千葉県印旛郡阿蘇村字村上（現・八千代市）出身。1945年4月1日父の義勇が太平洋戦争でフィリピンのルソン島にて戦死。千葉県立佐倉第一高等学校卒業。千葉大学園芸別科修了。
1974年5月、千葉県議会議員補欠選挙に立候補して初当選し、その後4期務める。
1978年、山口久太に約1万坪の土地を無償提供し、八千代松陰高等学校創立に尽力。副理事長就任。
1986年、第38回総選挙に始関伊平の後継として自由民主党公認で旧千葉1区より立候補し、初当選。
1990年12月、第2次海部改造内閣で防衛政務次官となる。1991年11月に衆議院安全保障委員会理事、自民党交通部会副部会長、1992年12月に自民党副幹事長に就任。
1993年、八千代松陰学園理事長。第40回衆議院議員総選挙で落選。
1996年、第41回衆議院議員総選挙で小選挙区制導入後の千葉2区より出馬、復活当選。10月に安全保障委員会筆頭理事、自民党財政部会長代理となる。1997年9月、第2次橋本改造内閣で運輸政務次官となる。
2000年の第42回衆議院議員総選挙で2度目の落選、2003年の第43回衆議院議員総選挙で3度目の落選。政界引退。
2009年11月、財団法人協和協会会長代行に就任（会長ポストは空席）。
2014年11月27日、八千代市の病院で膵臓がんのため死去。77歳没。叙従四位。

## 栄典
2007年（平成19年）11月、平成19年秋の叙勲において旭日重光章を受ける。